# フォスファテリウム科
フォスファテリウム科（学名：Phosphatheriidae ) とは、長鼻目の絶滅した科である。学名は模式属であるフォスファテリウムに由来。
フォスファテリウム属とハムサコヌス属の2属が含まれるとされるが、ハムサコヌスについては、1-2個の歯の化石しか見つかっていないため確実ではない。

## 形態
フォスファテリウム科は、小さくて原始的で臼歯がロフォドント(横堤歯)の長鼻目である。中でもハムサコヌスは長鼻目の中で最小と考えられており、タイプ属であるフォスファテリウムも肩高 30 センチメートルの中型犬程度の大きさである。特徴の詳細については フォスファテリウム#形態を参照。

### 科を分類する特徴
以下の特徴をもって科の分類を行うとしている。
- 上顎犬歯、上顎第一小臼歯 およびおそらく下顎第一犬歯を持つ。

真獣類の基本歯式は切歯(3)・犬歯(1)・小臼歯(4)・大臼歯(3)の44本である。歯式で表すと {\displaystyle {\tfrac {3.1.4.3}{3.1.4.3}}} となり、上段が上顎歯で下段が下顎歯のそれぞれの歯の数を表している。食性が草食に変わるにつれ切歯や犬歯は退化して失われ歯式は変化していくが、フォスファテリウム科では上顎は基本歯式そのままで、犬歯や4本の小臼歯が残る原始的な歯式を維持しているのが特徴である。フォスファテリウムの歯式は {\displaystyle {\tfrac {3.1.4.3}{2.1.3.3}}} もしくは{\displaystyle {\tfrac {3.1.4.3}{2.0.4.3}}} と考えられている。対して、時代が進み始新世後期のバリテリウムになると、歯式は {\displaystyle {\tfrac {2.0.3.3}{2.0.3.3}}} となり、第三切歯・犬歯・第一小臼歯は失われている。
- 上部ジアステマは短く、下部ジアステマは存在しない。

ジアステマとは動物では前歯(切歯)と小臼歯の間の隙間を指す。植物食の哺乳類では犬歯が失われ切歯や小臼歯の数も減る。その結果、前歯(切歯)と臼歯列の間=ジアステマが大きくひらくことになる。
原始的な歯列を持つとされるフォスファテリウム科においては、上顎骨・下顎骨にある歯槽の跡よりジアステマは小さいもしくは存在しないことが分かっている。バリテリウムのような始新世後期の長鼻目が広いジアステマを持つのとは対照的である。
- 原始的な頭蓋骨の形状

フォスファテリウム科の頭蓋骨の第一の特徴は、横方向大きく広がる頬骨弓である。頬骨弓は咀嚼に使う筋肉が付く骨で、その発達は咬合力が強いことを意味する。次の特徴は鼻腔が後退していない点である。長鼻目の特徴として発達した鼻を持つために頭蓋骨の鼻腔は大きく位置が後退する。しかし、フォスファテリウムの鼻腔は前方に位置したままで、まだ鼻が未発達であったと思われる。最後の特徴は眼窩の位置で、フォスファテリウムの眼窩は前縁が第四小臼歯の上にあり比較的後方に位置したままである。対して水生適応を果たしたと考えられるバリテリウムでは眼窩は小臼歯列よりも前方のディアステマの上に位置する。フォスファテリウム科は、このような長鼻目の進化に伴う特徴が十分に発現していない前後に長い原始的な頭蓋骨を持つ長鼻目である。
|  |  |

## 生息時代・生息域

ウルド・アブドゥン盆地

長鼻目の進化には 3回の放散があったとされる。その第1回目の放散(始新世 - 漸新世)の先陣を切るのがフォスファテリウム科である。古第三紀の暁新世から始新世にかけての長鼻目はアフリカ北西沿岸部にあるモロッコから発見されており、特にウルド・アブドゥンというリン酸塩堆積物の盆地からは多くの化石が見つかっている。フォスファテリウムも同盆地から発見された長鼻目の一つで、エリテリウムを除けば最古の長鼻目とされる。また、フォスファテリウムが登場した 56Ma の時代は暁新世-始新世温暖化極大(PETM) と言われる CO2 の増大期で、地球環境の気温は 5-8度ほど上昇した。長鼻目の発展にもこの温暖な気候が寄与した可能性は高いと考えられている。
その後大陸各地へと広がった長鼻目は、始新世中期には断続的に各地で化石が見つかるようになる。さらに始新世後期のバリテリウム科やモエリテリウムの化石は、東アフリカのエジプトやリビアが主な採掘場所となっており、次の漸新世まで放散は続く。
暁新世から始新世に生息していた長鼻目の一覧は次のとおり。
|                      | 暁新世           | 暁新世       | 始新世                          | 始新世             | 始新世                        |  |
| -------------------- | ---------------- | ------------ | ------------------------------- | ------------------ | ----------------------------- |  |
|                      | 66 - 56M         | 66 - 56M     | 56 - 34M                        | 56 - 34M           | 56 - 34M                      |  |
| 科未定               |                  | エリテリウム |                                 | サルーミア         |                               |  |
| フォスファテリウム科 |                  |              | フォスファテリウム ハムサコヌス |                    |                               |  |
| ヌミドテリウム科     |                  |              | ヌミドテリウム                  | ヌミドテリウム     |                               |  |
| ヌミドテリウム科     | ダオウイテリウム |              |                                 |                    |                               |  |
| バリテリウム科       |                  |              |                                 |                    | バリテリウム アルカノテリウム |  |
| モエリテリウム科     |                  |              |                                 |                    | モエリテリウム                |  |
| 科未定               |                  |              |                                 | ダグバティテリウム |                               |  |

※ ダオウイテリウムはヌミドテリウム科ではないとする説もある

## 生態
始新世後期のバリテリウムやモエリテリウムは半水棲であることが頭骨の形状や同位体分析などにより確実視されている。しかし、フォスファテリウム科のような始新世前期の長鼻目が半水棲であったかどうかは不明で、臼歯形状から推察される食性の近似性や、発掘場所の盆地がサメ等の軟骨魚類の化石が大量に発見される海洋堆積物の地層であることなどから半水棲を推察するに留まっている。

### 人類との共存
ウルド・アブドゥン盆地からは、最古の真霊長目もしくは類人猿とも言われるアルティアトラシウス( Altiatlasius ) の化石も発掘されている。これはフォスファテリウムは霊長類と同じ盆地で共存した最古の長鼻目であった証拠でもある。

## 分類
以下の体系と考えられている
- 長鼻目 ( Proboscidea )
  - †近ゾウ型類 ( Plesielephantiforms )
    - †フォスファテリウム科 ( Phosphatheriidae )
      - †フォスファテリウム ( Phosphatherium  )
        - †フォスファテリウム・エスキレイ ( P. escuillei )

      - †ハムサコヌス ( Khamsaconus )
        - †ハムサコヌス ブルボーサス ( K. bulbosus )

2005年にフォスファテリウム科が Emmanuel Gheerbrant 達により提唱された。これは形態データに基づく系統解析により、フォスファテリウムは従来のヌミドテリウム科に入れておくには、ヌミドテリウムとの違いが顕著であるとされたためである。
その後、2010年に Sanders 達により近ゾウ型類(Plesielephantiforms) へと組み込まれている。二稜歯(バイロフォドント)を持つゾウ亜目(Elephantiforms)でないゾウ類をまとめる分類群なので、フォスファテリウムも所属することになる。その他下位分類を含め詳細についてはフォスファテリウム#分類とハムサコヌス#分類を参照。